# Oricum
Oricum o Orikos (in greco antico: Ὤρικος o Ὠρικός?) era un'antica città greca situata nella parte settentrionale dell'antico Epiro (attualmente in Albania meridionale), nell'estremità sud-orientale della baia di Valona.

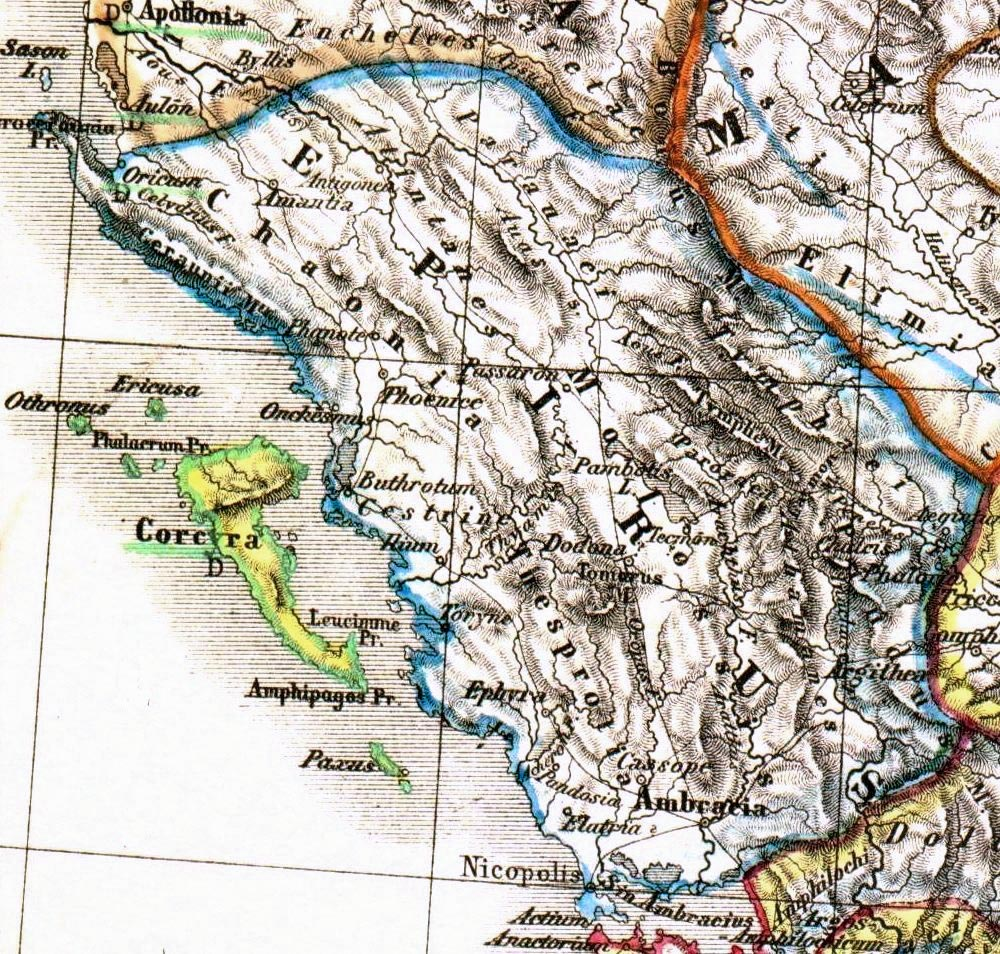
Mappa dell'antico Epiro di Heinrich Kiepert, 1902.

## Storia

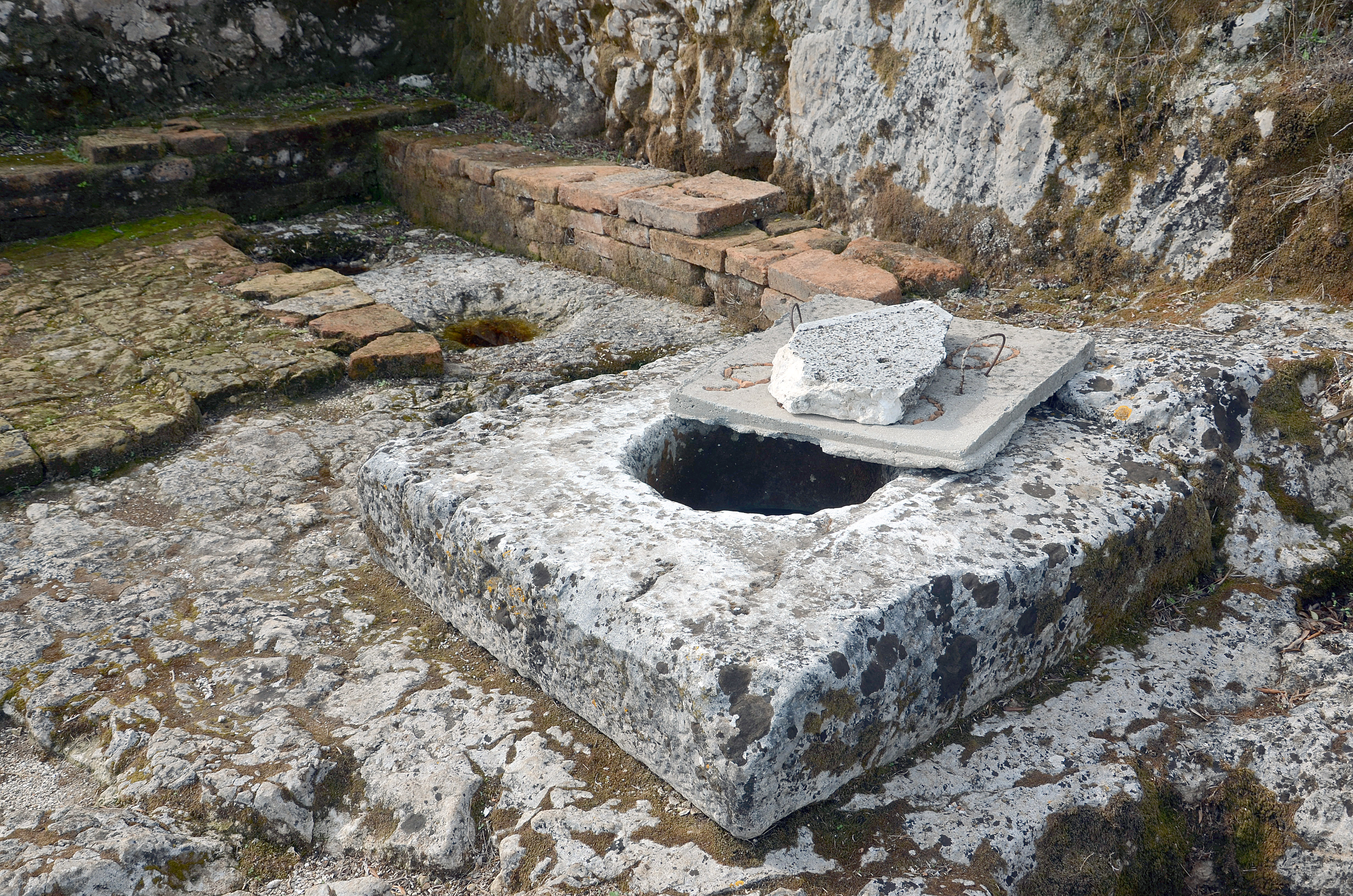
Abitazione del III secolo a.C.

La città, che si dice essere stata fondata dagli Euboici (forse come emporio di Eretria), era in origine un'isola, ma già in tempi antichi si congiunse alla terraferma. Ha una superficie di 5 ettari, ma i resti archeologici sono scarsi. Era situata in un luogo strategico per le comunicazioni con Corfù,, e solo a 60 km di mare da Otranto, il che la rendeva un ottimo scalo per i viaggi tra Italia e Grecia. Le fonti antiche (ad esempio Erodoto) la descrivono come un limen, o porto, anche se ad un certo punto acquisì il titolo di polis, e tra il 230 ed il 168 a.C. circa coniò una propria moneta con la scritta ΩΡΙΚΙΩΝ ('degli Orici').

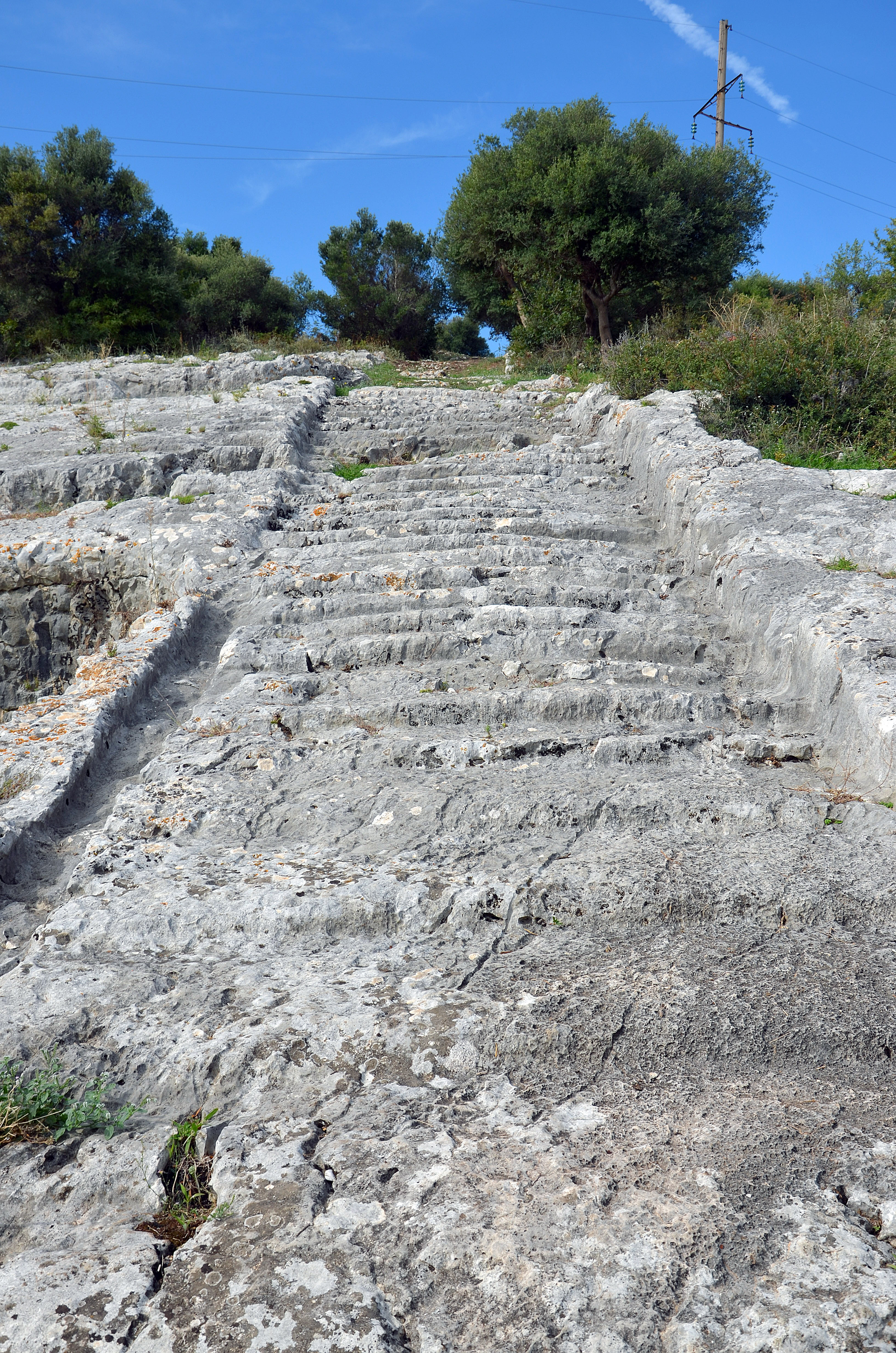
Scale per l'acropoli

Ebbe una notevole importanza militare sotto il dominio romano, fungendo da base durante le guerre romane contro Illiri e Macedoni (che la occuparono per breve tempo). Fu la prima città conquistata da Giulio Cesare durante l'invasione dell'Epiro, ed egli ne fornì una vivida descrizione nel Libro 3 del suo Commentarii de bello civili In seguito Oricum "divenne più un insediamento civile, ed oggi si possono osservare pochi resti risalenti al I secolo a.C. o a tempi più recenti. Gli Ottomani la rinominarono in Oricum Pashaliman, 'il porto del Pascià', e la laguna ancora porta questo nome, così come la vicina base navale albanese".
Il terebinto oriciano ("Oricia terebintho") è citato da Virgilio e da Sesto Properzio.